# کراوتشاید
کراوتشاید (به آلمانی: Krautscheid) یک شهر در آلمان است که در بیتبورگ-پروم واقع شده‌است.